# 约斯塔·卡尔松
约斯塔·卡尔松（瑞典語：Gösta Carlsson，1906年2月2日—1992年10月5日），瑞典男子自行车运动员。他曾代表瑞典参加1928年夏季奥林匹克运动会自行车比赛，获得男子个人公路赛和男子团体公路赛铜牌。